# Station Ganshoren
Station Ganshoren is een voormalige spoorweghalte langs spoorlijn 60 (Jette-Dendermonde) in de Brusselse gemeente Ganshoren (België).
In het kader van het GEN-project wordt een heropening onder de naam 'Ganshoren-Expo' overwogen.